# Залив костију
Залив костију је музеј на води, изузетан археолошки комплекс на јужној обали полуострва Градиште, на Охридском језеру. Музеј се налази на 13 км од Охрида према Светом Науму. Саграћен је на дрвеној платформи и представља реконструисану праисторијску насеобину која се ту некада налазила, а представљена је са 24 сојенице.

## Историја
На месту данашњег комплекса налазило се насеље на сојеницама 1200 до 700 година п.н.е. Ово насеље простирало се на укупној површини од 8.500 м2.

## Реконструисано насеље
Насеље на сојеницама је аутентична реконструкција праисторијског насеља. На дрвеним стубовима су изграђене куће од блата и сламе, са изложеним артефактима који приказују начин живота оригиналних житеља овог насеља. Реконструкција је изведена на основу археолошког налазишта на дну Охридског језера. Куће за становање су правоугаоног облика, а оне у којима су извођени ритуали или које су служиле за састанке поглавара су кружног облика. У просторијама су изложени предмети од дрвета и сламе, грнчарија, крзна, копије тадашњих огњишта и намештаја.

## Залив костију
Рониоци археолози су у том заливу нашли много животињских костију (већином јеленских) па су по томе назвали овај залив. Са дна залива извађена је и бројна грнчарија, разноврсних облика и намена. 
Поред тога, нашли су и око 1200 у дно укопаних основа дрвених стубова, што је представљало главну потврду постојања оваквог насеља на том месту.

## Музеј
У музеју поред насеља смештени су сви пронађени предмети са дна језера, као и остаци дрвених стубова, постављени у базене са водом, своје природно окружење, ради бољег очувања.
Римско утврђење
На брду изнад насеља је реконструисано римско војно утврђење које је некад штитило Римско царство од непријатеља.
- Музеј на води „Залив Костију”
- Поглед на Музеј са језера
- Поглед са пута Охрид-Св. Наум
- Експонати у Музеју